# Ох, Карол 2
„Ох, Карол 2“ (на полски: Och, Karol 2) e полски комедия филм от 2011 година на режисьора Пьотър Верешняк.

## Актьорски състав
- Пьотър Адамчик – Уилиън Ленсинг
- Малгожата Соха – Маря
- Малгожата Форемняк – Ванда
- Марта Жмуда Тшебятовска – Паулина
- Катажина Желинска – Ирена
- Катажина Глинка – Адрянна
- Анна Муха – Мира
- Емиля Комарницка – Аня